# Енрике Хурадо Барио
Енрике Хурадо Барио (на испански: Enrique Jurado Barrio) е испански полковник, който се бие в Испанската гражданска война за Втората испанска република.
По време на войната командва няколко части, ръководейки два корпуса на републиканската армия по време на битките при Гуадалахара и Брунете. В последните дни на конфликта командва Главната дирекция за специална отбрана срещу въздухоплавателни средства (DECA) и Източната армейска група по време на изтеглянето от Каталония. След поражението на републиканците бяга във Франция и по-късно в Южна Америка. Барио живее в Уругвай през последните си години.

## Биография
Барио е потомък на семейство с дълга военна традиция. Той постъпва в армията през 1909 г., като учи в Артилерийската академия на Сеговия между 1911 и 1913 г. Назначен в Африка и се бие във Рифската война. Повишен е от капитан в командир поради военни заслуги, въпреки противопоставянето му на този вид повишение. С провъзгласяването на Втората република тези повишения са отменени и Барио е понижен до длъжността капитан по негово желание.

### Испанска гражданска война
През юли 1936 г. е артилерийски командир, пътуващ за Сеута, въпреки че бунта го изненадва в Мадрид. Той се отправя към артилерийския полк Хетафе, където е държан за заложник от бунтовниците в базата за няколко часа. Обезсърчението се разпространява сред бунтовниците и Барио успява да избяга от ареста и да поеме командването на полка. След това организира артилерийска група, която участва в предаването на лагерните казарми. Той е заловен в Алкала де Енарес (20 юли) при отбраната на сектора Сомосиера. На 13 август 1936 г. е назначен за началник на милиционерска колона в Оропесайт, предназначена за действия срещу Африканската армия. На 25 август тя настъпва и окупира няколко града южно от Оропеса. На 28 август неговата колона се изправя срещу Африканската армия и е победена, като се налага да се оттегли. На 3 септември 1936 г. е назначен за началник на сектора Сомосиера, заменяйки генерал Карлос Бернал. На 25 октомври 1936 г. е произведен в подполковник. На 31 декември, когато армията на центъра е реорганизирана, войските под негово командване се превръщат в 1-ва дивизия.
На 13 март 1937 г. преди атаката на италианските фашисти от Италиански експедиционен корпус към Гуадалахара, Барио е назначен за началник на новосъздадения IV армейски корпус. Той включва републиканските сили, които защитават фронта в провинция Гуадалахара и които след това ще участват в републиканската контраатака, която побеждава италианците. На 10 април 1937 г. прекратява тази длъжност поради заболяване и е заменен от подполковник Арсе. В края на април е назначен за ръководител на операция Екстрамадура, офанзива, предназначена да отреже бунтовническата територия на Мерида до достигане на португалската граница, която Франсиско Ларго Кабайеро одобрява. Въпреки това планът е забавен, както от несъгласието на Хосе Миаха да се откаже от силите, така и от съветските му съветници, които не искат да се откажат от авиацията за изпълнение на плана. Падането на правителството на Ларго Кабайеро и назначението на Хуан Негрин начело води до отмяна на операцията. На 28 юни Барио поема командването на XVIII армейски корпус, с който участва в битката при Брунете. На 11 юли е заменен от подполковник Сехисмундо Касадо поради заболяване.
Следващият му пост е между 1937 и 1939 г. като началник на Главна дирекция за специална отбрана срещу въздухоплавателни средства (DECA), командване, където е повишен в полковник (22 април 1938 г.) и генерал (16 август 1938 г.). Под негово командване DECA е по-организирана през цялата война. На 27 януари 1939 г. в разгара на републиканското поражение в Каталония и с Барселона, вече окупирана от бунтовниците, той заменя генерал Хуан Ернандес Саравия начело на Групата армии на Източния регион (GERO). Въпреки това, с падането на цяла Каталония, Барио бяга във Франция през февруари 1939 г., където остава до края на войната, отказвайки да се върне в централната зона, считайки войната за безвъзвратно загубена.

### Изгнание
След като войната приключва Барио е в различни страни, заминавайки във Франция през 1939 г., в Аржентина през 1940 г. и накрая в Уругвай, където пристига през декември 1943 г. Там скоро намира работа като ръководител на кадастралната и картографска служба на Монтевидео, ръководейки правителствени кадастрални екипи. През последните години от живота си организира мемоарите си. На 30 март 1965 г. Барио умира в Монтевидео. По-късно останките му са транспортирани в Мадрид.